# Oreamnos
Oreamnos é um gênero de caprinos da subfamília Antilopinae, da família Bovidae. A cabra-das-rochosas (Oreamnos americanus) é a única espécie do gênero.